# 2020년 하계 올림픽 라트비아 선수단
2020년 하계 올림픽 라트비아 선수단은 2021년 7월 23일부터 8월 8일까지 일본 도쿄에서 일본 도쿄에서 열린 2020년 하계 올림픽에 참가한 올림픽 라트비아 선수단이다.
라트비아는 2020년 도쿄 하계 올림픽에 출전했다. 원래 2020년 7월 24일부터 8월 9일까지 열릴 예정이었던 올림픽은 코로나19 범유행으로 인해 2021년 7월 23일부터 8월 8일로 연기되었다. 이는 라트비아의 8회 연속 올림픽 출전이자 하계 올림픽 역사상 전체 12번째 출전이었다.
5년 전 무메달로 대회를 마친 라트비아는 도쿄에서 두 개의 메달을 획득했으며 그 중 하나는 금메달이었다.

## 출전 선수
| 종목    | 남자 | 여자 | 전체 |
| ------- | ---- | ---- | ---- |
| 육상    | 3    | 5    | 8    |
| 농구    | 4    | 0    | 4    |
| 카누    | 1    | 0    | 1    |
| 사이클  | 3    | 1    | 4    |
| 승마    | 1    | 0    | 1    |
| 유도    | 1    | 0    | 1    |
| 가라테  | 1    | 0    | 1    |
| 근대5종 | 1    | 0    | 1    |
| 사격    | 0    | 1    | 1    |
| 수영    | 1    | 1    | 2    |
| 테니스  | 0    | 2    | 2    |
| 배구    | 2    | 2    | 4    |
| 역도    | 2    | 0    | 2    |
| 레슬링  | 0    | 1    | 1    |
| 전체    | 20   | 13   | 33   |

## 같이 보기
- 올림픽 라트비아 선수단